# Georges Rutaganda
Georges Anderson Nderubumwe Rutaganda (Ngoma, 27 de novembre de 1958 - Benin, 11 d'octubre de 2010) va ser el segon vicepresident de la milícia hutu ruandesa Interahamwe.
Rutaganda va ser en part responsable del genocidi ruandès de 1994. El fiscal James Stewart va declarar que "sense Georges Rutaganda, el genocidi ruandès no hauria funcionat de la mateixa manera". Ell era a Radio Télévision Libre des Mille Collines a Kigali el 1994, encoratjant a la milícia Interahamwe a exterminar a tots els tutsis. Es va al·legar que Rutaganda va capturar, va violar i va torturar les dones tutsis als amagatalls d'Interahamwe a Kigali. Altres informes afirmen que Rutaganda va capturar prostitutes tutsis creient que eren bruixes.
Durant aquest temps, Rutaganda es va informar que subministra a la seva milícia armament robat de l'exèrcit ruandès. Rutaganda va ser arrestat el 10 d'octubre de 1995 i traslladat a Arusha, Tanzània, el 26 de maig de 1996. Va ser sentenciat a cadena perpètua per genocidi, crims contra la humanitat i assassinat.
Va morir de malaltia a Benín, on complia la seva condemna, l'11 d'octubre de 2010.

## Miscel·lània
Rutaganda fou interpretat per Hakeem Kae-Kazim a la pel·lícula Hotel Rwanda.